# Die Akte Golgatha
Die Akte Golgatha (oder auch: Akte Golgatha) ist ein Fernsehfilm aus dem Jahr 2010, produziert von der UFA Fernsehproduktion. Der Film entstand nach einer Romanvorlage von Philipp Vandenberg und vereint Elemente eines Abenteuerfilms mit einer Komödie.

## Handlung
Der Archäologe Arno Schlesinger hat in Israel das vermeintliche Grab des Jakobus, des Bruders Jesu Christi, entdeckt. Ein erzkonservativer römisch-katholischer Geheimorden namens In Nomine Dei will die Entdeckung, die die Grundlagen des christlichen Glaubens erschüttern könnte, mit allen Mitteln verhindern und schickt deshalb Auftragsmörder zur Ausgrabungsstätte. Diese wollen Schlesinger mittels einer Explosion töten. Doch der Professor überlebt diese schwer verletzt. Drei Wochen später stirbt er jedoch bei einer Lebertransplantation, die auf Grund seiner Verletzungen notwendig wurde. Die benachrichtigte Felicia Schlesinger, die Tochter des Toten, die seit geraumer Zeit keinen Kontakt mehr zu ihm hat, wird vom behandelnden Arzt, dem Chirurgen Dr. Gropius, über den Tod ihres Vaters unterrichtet. Der Vater habe ihm kurz vor der Operation die Schlüssel zu seinem VW Käfer gegeben. Er überreicht ihr die Schlüssel. Der Vater habe sich gewünscht, dass sie ihn repariere. Durch das Handy ihres Vaters, das sie im Käfer findet, wird sie von der Assistentin ihres Vaters, namens Sheba Yadin, angerufen. Sie will sofort nach Deutschland reisen, um mit Felicia zu sprechen. Kurz danach erfährt Felicia, dass die transplantierte Leber vergiftet war. Die mittlerweile angereiste Assistentin wird, bevor sie Näheres erklären kann, von Mitgliedern des Geheimordens erschossen. Gemeinsam mit Dr. Gropius, den der ermittelnde Kommissar Ingram wegen der Transplantation und dessen Fingerabdrücke auf der Waffe, mit der die Assistentin erschossen wurde, als Hauptverdächtigen verfolgt, versucht sie den Mord aufzuklären.
Felicia erkennt, dass ihr Vater Motive aus ihren Romanen als Hinweise benutzte. Ein Schlüssel in der Form eines Tannenzapfens führt sie in eine Berghütte, in der Professor Schlesinger die letzten Tage vor seinem Tod verbrachte. Dort verweist ein Kalender auf ein Labor in Rom. Die Mörder drohen Felicia mit Folter, aber sie kann sich befreien und findet in einer Flasche mit Olivenöl aus Getsemani einen Zettel, der ihr sagt, dass sie „zuhause suchen“ soll. Die Heimat ihres Vaters war allerdings seit langem Jerusalem, weshalb Felicia und Gropius über Jordanien nach Israel reisen. Sie begegnen dem Grabungsleiter Yusuf, der sie zur Ausgrabungsstätte führt. Eine Inschrift auf dem Grabdeckel verrät ihnen, dass die Entdeckung noch spektakulärer ist als bisher bekannt. Es handelt sich um das Grab Jesu und seine Gebeine wären der Beweis dafür, dass der Heiland entgehen der biblischen Überlieferung gar nicht auferstanden ist. Im Augenblick des Erfolges treffen die Vertreter des Geheimordens ein. Sie schießen auf Yusuf, der schwer verletzt zu Boden sinkt, und werfen Felicia wie auch Gropius gefesselt und mit Steinen beschwert in einen unterirdischen Bergsee.
Unbemerkt von den Tätern kann sich Gropius befreien und im letzten Augenblick Felicia und Yusuf retten. Nach der knappen Rettung kommt es zum Streit zwischen Gropius und Felicia. Während der Arzt die Nachforschungen abbrechen will, besteht die Schriftstellerin darauf, in Rom nach weiteren Spuren zu suchen und setzt sich in den Bus. Als Gropius nun zufällig die Szene mit dem Schweißtuch der Veronika bei einem Passionsspiel beobachtet, wird ihm klar, woher Schlesinger die DNA Christi nahm, um die Gebeine aus dem Grab zu identifizieren. Er stoppt den Bus und fährt gemeinsam mit Felicia nach Turin. In der Kirche bestätigt ihnen Bischof Calvi, dass der Professor ein Stück des Turiner Grabtuches besaß.
Die Mörder von In Nomine Dei sind Felicia und Gropius nach Turin gefolgt und entführen die beiden und den Bischof in die Residenz des Geheimordens, wo sich herausstellt, dass der im Münchener Krankenhaus wirkende Pater Marcus für die vergiftete Leber verantwortlich war. Cossiga, der Anführer der erzkonservativen Gruppe, will die drei Gefangenen als Ketzer auf dem Scheiterhaufen verbrennen, aber im letzten Moment sorgt die Polizei unter Ingrams Leitung für die Rettung. Während der Kommissar eine Audienz beim Papst wahrnimmt, begeben sich Felicia und Gropius auf den Heimweg nach Deutschland. Unterwegs findet Gropius beim Versuch, den Sitz zu verstellen, die „Akte Golgatha“, in der Schlesinger seine spektakulären Forschungsergebnisse sammelte. Felicia erkennt, dass ein Skarabäus, den sie im Grab Christi fand, auf das Auto verwies. Felicia schlägt nun vor, die Akte entweder zu veröffentlichen oder sie für zehn Millionen an den Vatikan zu verkaufen. Erleichtert, das Abenteuer überstanden zu haben, küsst Felicia Gropius, der ihr die ganze Zeit zur Seite gestanden hat.

## Hintergrund
Der Film entstand als Produktion der UFA im Auftrag des Fernsehsenders RTL. Die Dreharbeiten begannen Ende September 2009 und fanden an den originalen Schauplätzen der Handlung in Israel, München, Rom und Turin statt. Für die Unterwasser-Szene an der Grabungsstätte nutzten die Produzenten ein spezielles Studio auf Malta. Die Insel diente zudem als Kulisse für die Szene im Gefängnis und als Ersatz für Jerusalem.
Die gleichnamige Buchvorlage des Films von Philipp Vandenberg wurde stark verändert umgesetzt. Die wesentlichste Änderung betrifft Felicia. Im Film ist sie die Tochter und im Roman die Ehefrau des Professors.
Nach der Premiere am 27. Juni 2010 beim Festival Großes Fernsehen wurde der Film am 7. November 2010 bei RTL erstmals im Fernsehen ausgestrahlt. Die Fernseh-Premiere erreichte in der von der Werbewirtschaft stark präferierten Gruppe der 14- bis 49-Jährigen einen Marktanteil von 12,8 %, was, wie sich Uwei Mantel in einer Nachbesprechung ausdrückte, „nur zum Platz 4“ an diesem Abend reichte. Für den 12. November 2010 wurde die Veröffentlichung der DVD angekündigt.

## Kritiken
Jürgen Krisch von Quotenmeter.de meinte, dass die positiven Eindrücke des Films vor allem der Hauptdarstellerin zu verdanken seien: „Die eher actionreichen Szenen mit der grazilen Schauspielerin sind zwar teilweise etwas ungewollt komisch, doch mit zunehmender Spieldauer des Films gewöhnt man sich auch daran. […] Die Rolle der Felicia, die in immer unkontrollierbarere Geschehnisse hineinschlittert, passt perfekt zu [ihr]. Den größten Pluspunkt gibt es aber für die packenden Dialoge zwischen ihrer Figur und dem unfreiwilligen Begleiter Dr. Gropius.“ Komplett retten könne Schüttler den Film jedoch nicht, weil die verwirrenden Mythen und zahlreichen Handlungsorte nicht in die Spielzeit passen.
Zu einem ähnlichen Fazit kam der Rezensent von kino.de, der der Produktion im Vergleich zu vorherigen RTL-Abenteuerfilmen eine geringere Qualität zuschreibt: „Die Schauplätze zwischen Italien und Israel mögen internationaler sein, aber das Star-Aufgebot ist ungleich überschaubarer; und die Handlung auch.“
Klaudia Wick beschrieb den Film in der Berliner Zeitung als mäßiges Popcorn-Kino: „Das hat ein paar komische und viele alberne Momente, punktet mit der landschaftlichen Schönheit Israels und den hübschen Beinen von Katharina Schüttler, setzt aber sonst ziemlich verzagt auf genau die Gags, die immer funktionieren“.